# Goeletapis peruensis
Goeletapis peruensis là một loài Hymenoptera trong họ Halictidae. Loài này được Rozen mô tả khoa học năm 1997.